# Lara van Ruijven
Lara Victoria van Ruijven (ur. 28 grudnia 1992 w Naaldwijk, zm. 10 lipca 2020 w Perpignan) – holenderska panczenistka, specjalistka short tracku, brązowa medalistka olimpijska (2018), multimedalistka mistrzostw świata i Europy.
Short track zaczęła uprawiać w wieku sześciu lat w Hadze. W 2011 roku zdobyła srebrny medal mistrzostw świata juniorów w Courmayeur w biegu na 500 m. W 2013 roku dołączyła do narodowej reprezentacji Holandii. W roku tym wystąpiła na mistrzostwach Europy w Malmö, zdobywając złoty medal w sztafecie, oraz w mistrzostwach świata w Debreczynie, plasując się w tej konkurencji na szóstej pozycji.
W 2014 roku wzięła udział w igrzyskach olimpijskich w Soczi, podczas których wystartowała w dwóch konkurencjach – w biegu na 500 m zajęła 17. miejsce (3. miejsce w swojej grupie eliminacyjnej bez awansu do dalszej części zawodów), a w rywalizacji sztafet Holandia została zdyskwalifikowana w półfinale. Również w 2014 roku po raz drugi została mistrzynią Europy w sztafecie podczas mistrzostw w Dreźnie.
W 2015 roku w Dordrechcie w mistrzostwach Europy zdobyła srebrny medal w sztafecie, w 2016 roku w Soczi w tej samej konkurencji wywalczyła złoto, a w 2017 roku w Turynie medal brązowy.
W lutym 2018 roku w Pjongczangu po raz drugi wystąpiła na igrzyskach olimpijskich. Zdobyła brązowy medal olimpijski w sztafecie, wspólnie z Suzanne Schulting, Yarą van Kerkhof i Jorien ter Mors. Wystartowała również w biegu na 500 m, w którym zajęła 20. miejsce, oraz w biegu na 1000 m, w którym uplasowała się na 13. pozycji. W 2018 roku została również srebrną medalistką mistrzostw świata w Montrealu w sztafecie.
W 2019 roku została mistrzynią świata w biegu na 500 m podczas mistrzostw w Sofii oraz dwukrotną medalistką mistrzostw Europy w Dordrechcie – złotą w sztafecie i brązową w biegu na 500 m.
Pod koniec czerwca 2020 poważnie zachorowała w trakcie obozu treningowego we Francji. Zdiagnozowano u niej chorobę autoimmunologiczną, w wyniku której trafiła na oddział intensywnej terapii szpitala w Perpignan. Mimo dwóch operacji w trakcie prób leczenia stan zdrowia van Ruijven się nie poprawiał, a z czasem pojawiły się kolejne komplikacje, m.in. krwotok wewnętrzny. 10 lipca 2020 Holenderka zmarła w szpitalu w Perpignan.